# فيليب (لاعب كرة قدم)
فيليب ألميدا كوستا هو لاعب كرة قدم برازيلي في مركز الهجوم، ولد في 1 مارس 2000 في غويانيا في البرازيل. لعب مع نادي سيون ونادي الشارقة.

## وصلات خارجية
- فيليب (لاعب كرة قدم) على موقع قاعدة بيانات كرة القدم.إي يو (الإنجليزية)
- فيليب (لاعب كرة قدم) على موقع Soccerway.com (الإنجليزية)